# 圣迪迪耶欧蒙多尔
圣迪迪耶欧蒙多尔（法語：Saint-Didier-au-Mont-d'Or，法語發音：[sɛ̃ didje o mɔ̃ dɔʁ]，意为“在奥尔山的圣迪迪耶”）是法国里昂大都会的一个市镇，属于里昂区。

## 地理
圣迪迪耶欧蒙多尔（45°48'38"N, 4°47'55"E）面积8.34 平方千米，位于法国奥弗涅-罗讷-阿尔卑斯大区里昂大都会，后者为法国的一个特殊地位集体，自2015年脱离罗讷省成立，位于法国中东部，中心城市为里昂。
与圣迪迪耶欧蒙多尔接壤的市镇（或旧市镇、城区）包括：波莱米约欧蒙多尔、香槟欧蒙多尔、利莫内、里昂、圣西尔欧蒙多尔。
圣迪迪耶欧蒙多尔的时区为UTC+01:00、UTC+02:00（夏令时）。

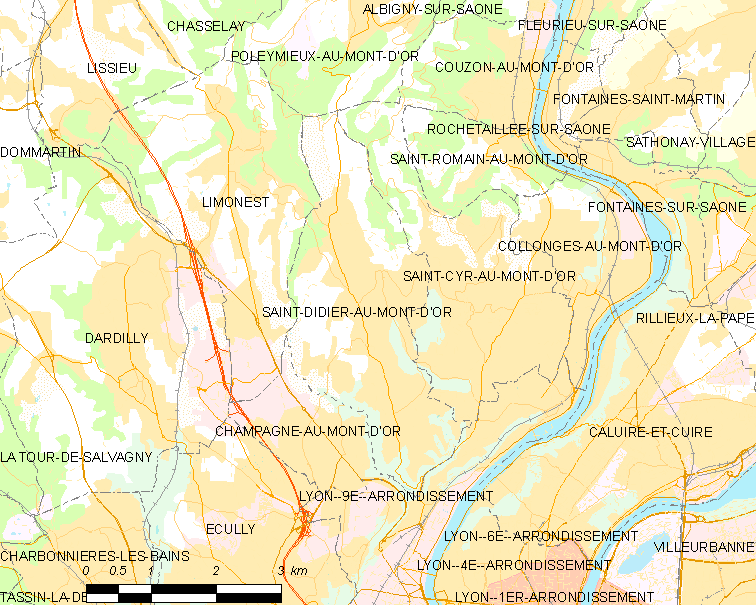
圣迪迪耶欧蒙多尔的OSM定位图

## 行政
圣迪迪耶欧蒙多尔的邮政编码为69370，INSEE市镇编码为69194。

## 政治
圣迪迪耶欧蒙多尔的现任市长为玛丽-埃莱娜·马蒂厄（Marie-Hélène Mathieu）女士，任期为2020-2026年。

## 人口

1962-2008年间圣迪迪耶欧蒙多尔人口变化图示

圣迪迪耶欧蒙多尔于2022年1月1日时的人口数量为7405人。